# Pride and Prejudice (1967)
Pride and Prejudice é uma série produzida em 1980 para televisão, pela BBC, em 6 episódios, tendo como tema o livro homônimo de Jane Austen, escrito em 1813. Dirigida por Joan Craft, apresenta Celia Bannerman e Lewis Fiander nos papéis de Elizabeth Bennet e Fitzwilliam Darcy. Esta produção marcou o 150º aniversário da morte de Jane Austen.

## Elenco
- Celia Bannerman  .... Elizabeth Bennet
- Lewis Fiander  .... Mr. Darcy
- Michael Gough  .... Mr. Bennet
- Vivian Pickles  .... Mrs. Bennet
- Lucy Fleming  .... Lydia Bennet
- Sarah Taunton  .... Kitty Bennet
- Polly Adams  .... Jane Bennet
- Diana King  .... Lady Lucas
- Karin MacCarthy  .... Louisa Hurst
- David Savile  .... Mr. Bingley
- Georgina Ward  .... Caroline Bingley
- Robert Dorning  .... Sir William Lucas
- Richard Hampton  .... Mr. Wickham
- Vivian James  .... Mr. Hurst
- Sylvia Coleridge  .... Lady Catherine de Bourgh
- Hugh Cross .... Mr. Gardiner
- Eithne Dunne  .... Mrs. Gardiner
- Kate Lansbury  .... Charlotte Lucas

## Sinopse

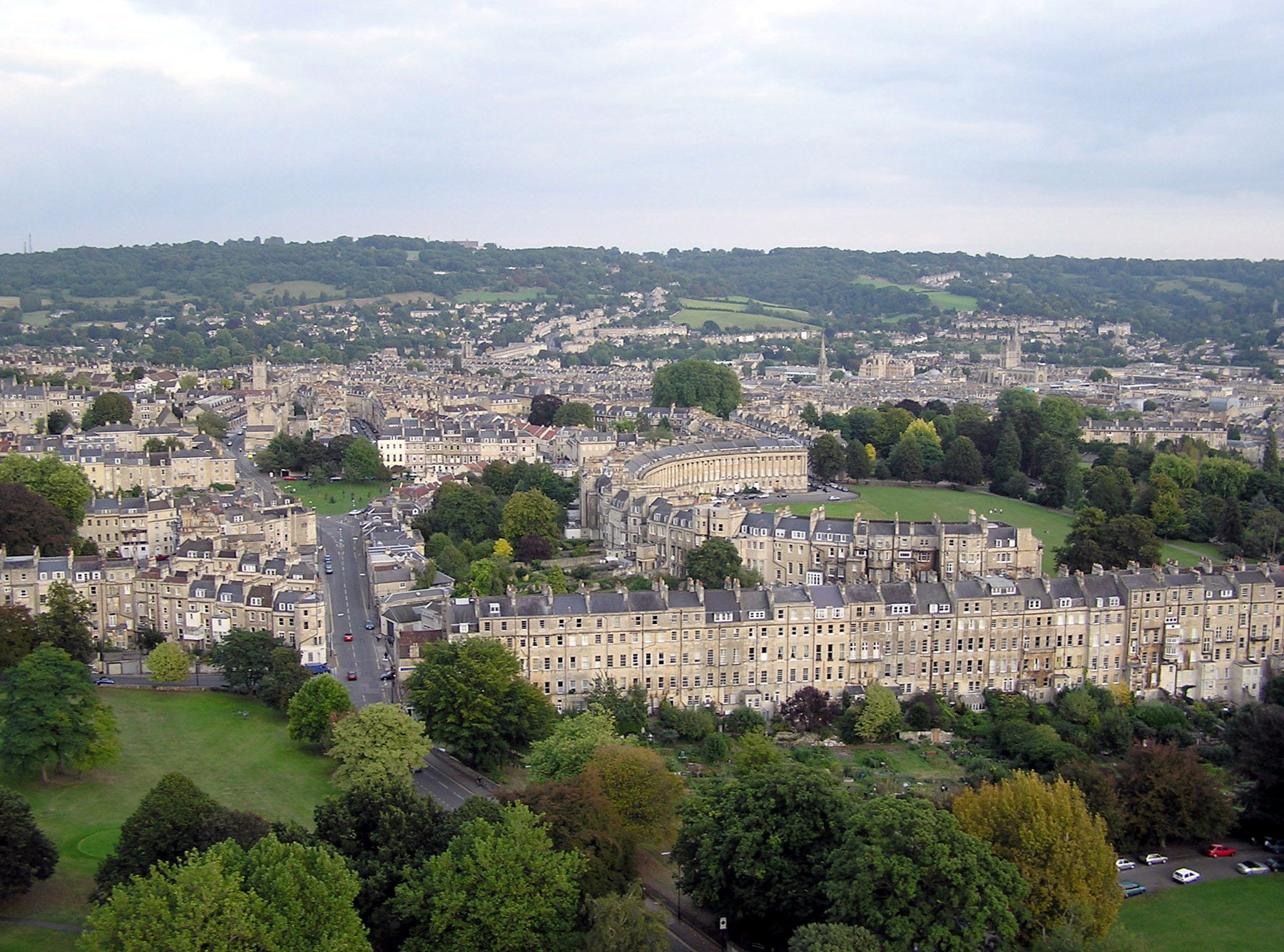
Bath, locação para as filmagens de Pride and Prejudice

Ambientada na Inglaterra do início do século XIX, “Pride and Prejudice” conta a história das 4 filhas solteiras de Mr. e Mrs. Bennet (Moray Watson e Priscilla Morgan), interpretadas por Polly Adams, Celia Bannerman, Sarah Taunton e Lucy Fleming, após o rico Mr. Bingley (David Savile) e seu amigo Mr. Darcy (Lewis Fiander), terem se instalado nas vizinhanças da sua propriedade. Enquanto Bingley se interessa imediatamente pela mais velha das irmãs Bennet, Jane, Darcy tem dificuldades em se adaptar à sociedade local, e entra em discórdia com a segunda das irmãs, Elizabeth.
A história relata a lenta transformação nos personagens de Darcy e Elizabeth, superando o orgulho e o preconceito, na medida em que se conhecem e percebem que se amam.

## Locações

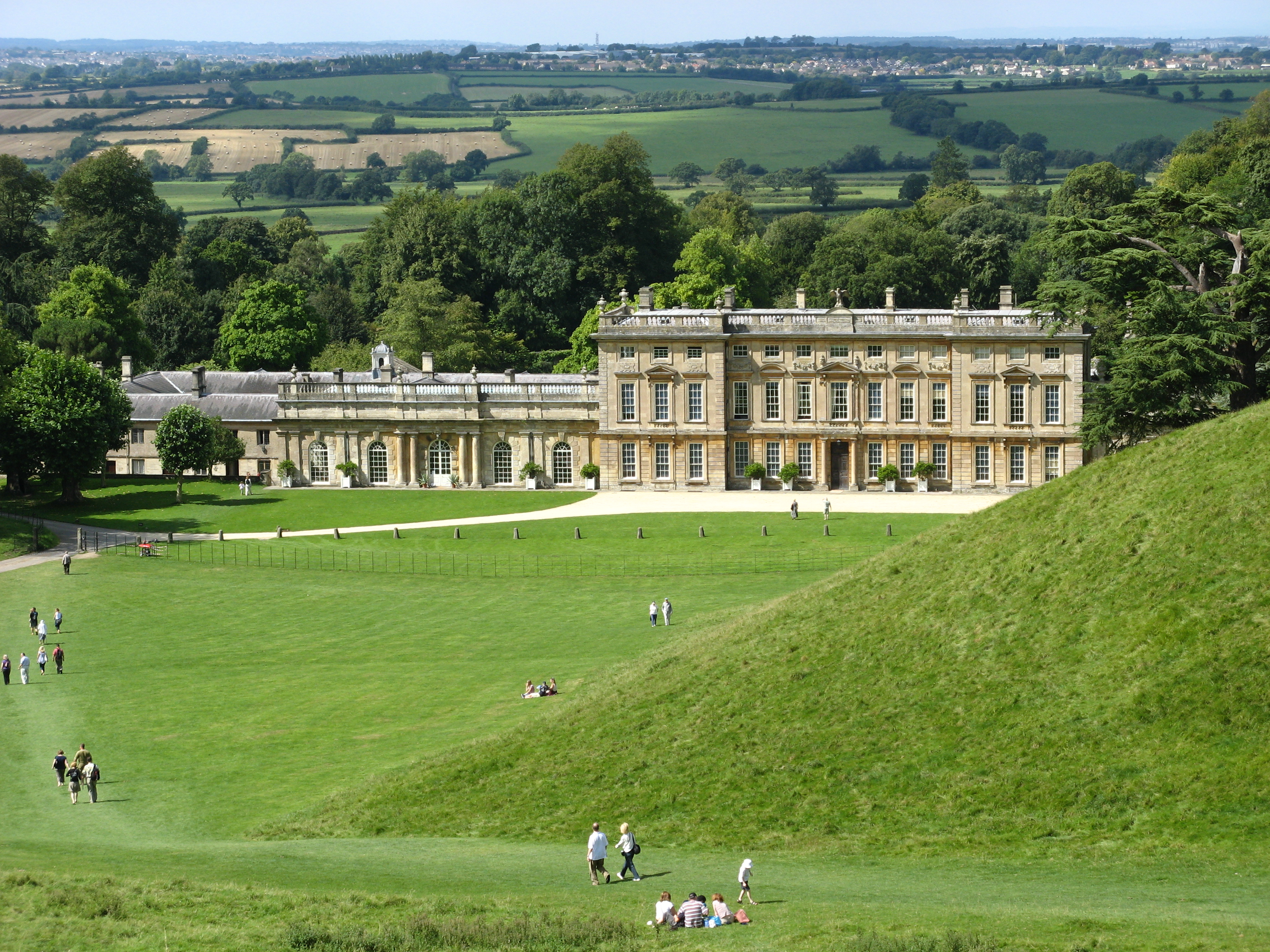
Dyrham Park, locação representativa da propriedade de Darcy, Pemberley

No roteiro, Nemone Lethbridge sugeriu Wilton House, casa de Earl of Pembroke, para representar o exterior de Rosings Park, e Chawton Cottage, a casa onde Jane Austen viveu com sua mãe e irmã, para o exterior de Longbourn.
As locações foram feitas em Bath, Somerset, em Lacock, Wiltshire, e a propriedade de Darcy, Pemberley, foi filmada em Dyrham Park, Dyrham, Gloucestershire, todos na Inglaterra.

## Episódios
Data em que os episódios, originalmente, foram apresentados:
1. Neighbours – 10 de setembro de 1967
2. Pride – 17 de setembro 1967
3. Proposal – 24 de setembro de 1967
4. Prejudice – 1º de outubro de 1967
5. Elopement – 8 de outubro de 1967
6. Destiny – 15 de outubro de 1967